# Зиммель, Эрнст
Эрнст Зи́ммель (нем. Ernst Simmel; 4 апреля 1882, Бреслау — 11 ноября 1947, Лос-Анджелес) — немецкий психоаналитик.

## Биография
Эрнст Зиммель происходил из ассимилировавшейся в Германии еврейской семьи. Получая медицинское образование, заинтересовался тематикой зарождавшегося психоанализа Зигмунда Фрейда. В 1908 году в Ростоке защитил докторскую диссертацию. Работал в рабочих кварталах Берлина, вместе с Карлом Кольвицем и Игнацем Цадеком учредил Социал-демократическое объединение врачей и стал одним из пионеров социальной медицины. Участвовал в Первой мировой войне и как военный медик собрал значительный опыт лечения военных неврозов психоаналитическими методами, чем заинтересовал Зигмунда Фрейда. По совету Фрейда Зиммель прошёл у Карла Абрахама учебный психоанализ.
26 октября 1919 года у Эрнста и Алисы Зиммель родился сын Рейнхард. Эрнст и Алиса рассталась примерно в 1921 году.
В 1920 году Зиммель вместе с Максом Эйтингоном основал Берлинское психоаналитическое общество и в 1922 году в Берлине открыл первую в мире психоаналитическую клинику. В 1927 году Зиммель основал психоаналитический санаторий во дворце Тегель, где у него в гостях неоднократно бывал Зигмунд Фрейд. Зиммель также был председателем союза социалистических врачей, но дистанцировался от работавших в 1930-е годы в Берлине фрейдомарксистских коллег-психоаналитиков Отто Фенихеля, Эриха Фромма и Вильгельма Райха. В 1934 году Эрнст Зиммель эмигрировал в США.
Зиммель вошёл в историю благодаря изучаемым им военным неврозам. Своими научными работами он внёс свой вклад в теорию психоанализа 20-х и 30-х годов, который помимо индивидуальных клинических картин стал обращать внимание на культурное окружение и общественное положение.
Зиммель также известен как издатель выпущенного в 1946 году сборника «Антисемитизм — социальная болезнь», ставшего важным этапом в исследовании антисемитизма. До этого в середине июня 1944 года Зиммель провел «Психиатрический симпозиум по антисемитизму» в Сан-Франциско, в котором приняли участие кроме самого Зиммеля, Отто Фенихель, Зигфрид Бернфельд, Макс Хоркхаймер и Теодор Адорно.